# Thỏa thuận đình chiến Nagorno-Karabakh 2020
Thỏa thuận đình chiến Nagorno-Karabakh năm 2020 là một hiệp ước đình chiến kết thúc cuộc chiến tranh Nagorno-Karabakh 2020. Hiệp ước được ký vào ngày 9 tháng 11 giữa tổng thống Azerbaijan là Ilham Aliyev, thủ tướng Armenia là Nikol Pashinyan và tổng thống Nga Vladimir Putin trong vai trò chứng kiến, hiệp ước chấm dứt mọi hành động thù địch ở vùng Nagorno-Karabakh từ 00:00, ngày 10 tháng 11 năm 2020 giờ Moskva. Tổng thống của nhà nước ly khai Cộng hòa Artsakh là Arayik Harutyunyan cũng đồng ý chấm dứt các hành động thù địch.

## Bối cảnh
Cuộc chiến tranh giữa Azerbaijan và Cộng hòa Artsakh tự xưng đã bắt đầu nổ ra vào ngày 27 tháng 9 năm 2020. Azerbaijan đã giành được nhiều lãnh thổ trong thời gian sáu tuần sau đó, với đỉnh điểm là việc chiếm được thị trấn Shusha quan trọng về mặt chiến lược sau một trận đánh vô cùng khốc liệt khiến các bên đồng ý một thỏa thuận ngừng bắn vào ngày 9 tháng 11 năm 2020.

## Tổng quan
Theo thỏa thuận này cả hai bên sẽ trao đổi tù binh chiến tranh và thi thể của những người đã thiệt mạng. Hơn nữa, các lực lượng Armenia sẽ rút khỏi các vùng lãnh thổ mà họ đã chiếm đóng xung quanh Nagorno-Karabakh trước ngày 1 tháng 12. Lực lượng gìn giữ hòa bình gồm 2.000 quân của Nga thuộc Lực lượng Mặt đất Nga sẽ được triển khai tới khu vực này trong vòng ít nhất 5 năm để bảo vệ đèo núi Lachin, nằm giữa Armenia và vùng Nagorno-Karabakh. Theo Azerbaijan, lực lượng Thổ Nhĩ Kỳ cũng sẽ tham gia vào quá trình gìn giữ hòa bình. Ngoài ra, Azerbaijan sẽ có được một lối đi tới vùng đất Nakhchivan của họ, vốn là vùng tách biệt với Azerbaijan qua một dải đất Armenia gần biên giới với Iran. Lực lượng Nga sẽ giám sát an ninh cho các con đường nối Azerbaijan đến Nakhchivan.

## Các điều khoản của thỏa thuận
Hiệp định đình chiến đa phương nêu rõ các nội dung như sau:
Chúng tôi, Tổng thống Azerbaijan I. Alyev, Thủ tướng Cộng hòa Armenia N.V. Pashinyan và Tổng thống Liên bang Nga V.V. Putin tuyên bố như sau:
1. Một lệnh ngừng bắn hoàn toàn và chấm dứt mọi hành động thù địch trong xung đột Nagorno-Karabakh từ 00:00 giờ Moskva ngày 10 tháng 11 năm 2020. Cộng hòa Azerbaijan và Cộng hòa Armenia kêu gọi lực lượng các bên ngừng bắn ở các vị trí lãnh thổ hiện tại mà họ đang chiếm giữ.
2. Quận Agdam chuyển trở lại cho Cộng hòa Azerbaijan vào ngày 20 tháng 11 năm 2020.
3. Dọc theo chiến tuyến ở Nagorno-Karabakh và dọc theo đèo núi Lachin sẽ có một đội gìn giữ hòa bình của Liên bang Nga với 1960 quân nhân trang bị vũ khí nhẹ, 90 xe vận chuyển bọc thép, 380 xe quân sự và các thiết bị đặc biệt khác.
4. Lực lượng gìn giữ hòa bình của Liên bang Nga được triển khai song song với việc rút các lực lượng vũ trang Armenia khỏi Nagorno-Karabakh. Thời hạn của lực lượng gìn giữ hòa bình của Liên bang Nga là 5 năm và tự động gia hạn 5 năm tiếp theo nếu không bên nào có đề xuất quy định khác trước thời điểm đó 6 tháng.
5. Để nâng cao hiệu quả việc kiểm soát thực hiện các thỏa thuận giữa các bên, một cơ quan chỉ huy gìn giữ hòa bình đang được tổ chức để thực thi lệnh ngừng bắn.
6. Cộng hòa Armenia sẽ trả lại quận Kalbajar cho Azerbaijan vào ngày 15 tháng 11 năm 2020 và quận Lachin vào ngày 1 tháng 12. Đèo núi Lachin rộng 5 km sẽ cung cấp con đường từ Nagorno-Karabakh đến Armenia vẫn nằm dưới sự kiểm soát của lực lượng gìn giữ hòa bình của Liên bang Nga. Thị trấn Shusha nằm trong đèo núi sẽ vẫn thuộc quyền sở hữu của Azeri. Theo thỏa thuận của các bên, một kế hoạch xác định trong ba năm tới xây dựng một tuyến đường mới dọc theo đèo núi Lachin, kết nối giữa Nagorno-Karabakh và Armenia cùng với việc tái triển khai lực lượng gìn giữ hòa bình của Nga để bảo vệ tuyến đường này. Cộng hòa Azerbaijan đảm bảo an toàn giao thông dọc theo đèo núi Lachin cho thường dân, phương tiện và hàng hóa lưu thông theo cả hai hướng.
7. Những người di tản trong mỗi nước và những người tị nạn của họ trở về lãnh thổ Nagorno-Karabakh và các khu vực lân cận dưới sự kiểm soát của Văn phòng Cao ủy Tị nạn Liên Hợp Quốc.
8. Việc trao đổi tù binh, con tin, và những người bị giam giữ khác cũng như hài cốt của các bên tham chiến phải được tiến hành.
9. Tất cả các hoạt động kinh tế và hoạt động giao thông trong khu vực không bị hạn chế. Cộng hòa Armenia đảm bảo an toàn cho các hoạt động giao thông từ các khu vực phía tây của Cộng hòa Azerbaijan đến Cộng hòa tự trị Nakhchivan, đảm bảo việc đi lại không bị cản trở của người, phương tiện và hàng hóa theo cả hai hướng. Việc kiểm soát vận chuyển được thực hiện bởi các cơ quan của Cơ quan Biên phòng thuộc FSB của Nga. Theo thỏa thuận của các bên, việc xây dựng cơ sở hạ tầng mới nối Cộng hòa Tự trị Nakhchivan với các vùng của Azerbaijan sẽ được tiến hành.[8][9][10][11]

## Phản ứng

### Armenia
Sau khi ký thỏa thuận, Thủ tướng Armenia Nikol Pashinyan tuyên bố rằng "Đây không phải là một chiến thắng, nhưng không phải là thất bại cho đến khi ta tự coi mình thất bại, chúng ta sẽ không bao giờ coi mình là thất bại và đây sẽ trở thành một khởi đầu mới của một kỷ nguyên quốc gia hợp nhất và tái sinh." Các cuộc biểu tình bạo lực nổ ra ở Yerevan sau khi có công bố thỏa thuận ngừng bắn. Chủ tịch Quốc hội Armenia, Ararat Mirzoyan đã bị đánh bởi một đám đông giận dữ khi họ xông vào Nghị viện sau khi thỏa thuận hòa bình được công bố. Tuy vậy, Pashinyan cho biết tính mạng của Mirzoyan "không bị đe dọa" và anh ấy đã trải qua cuộc phẫu thuật.

### Azerbaijan

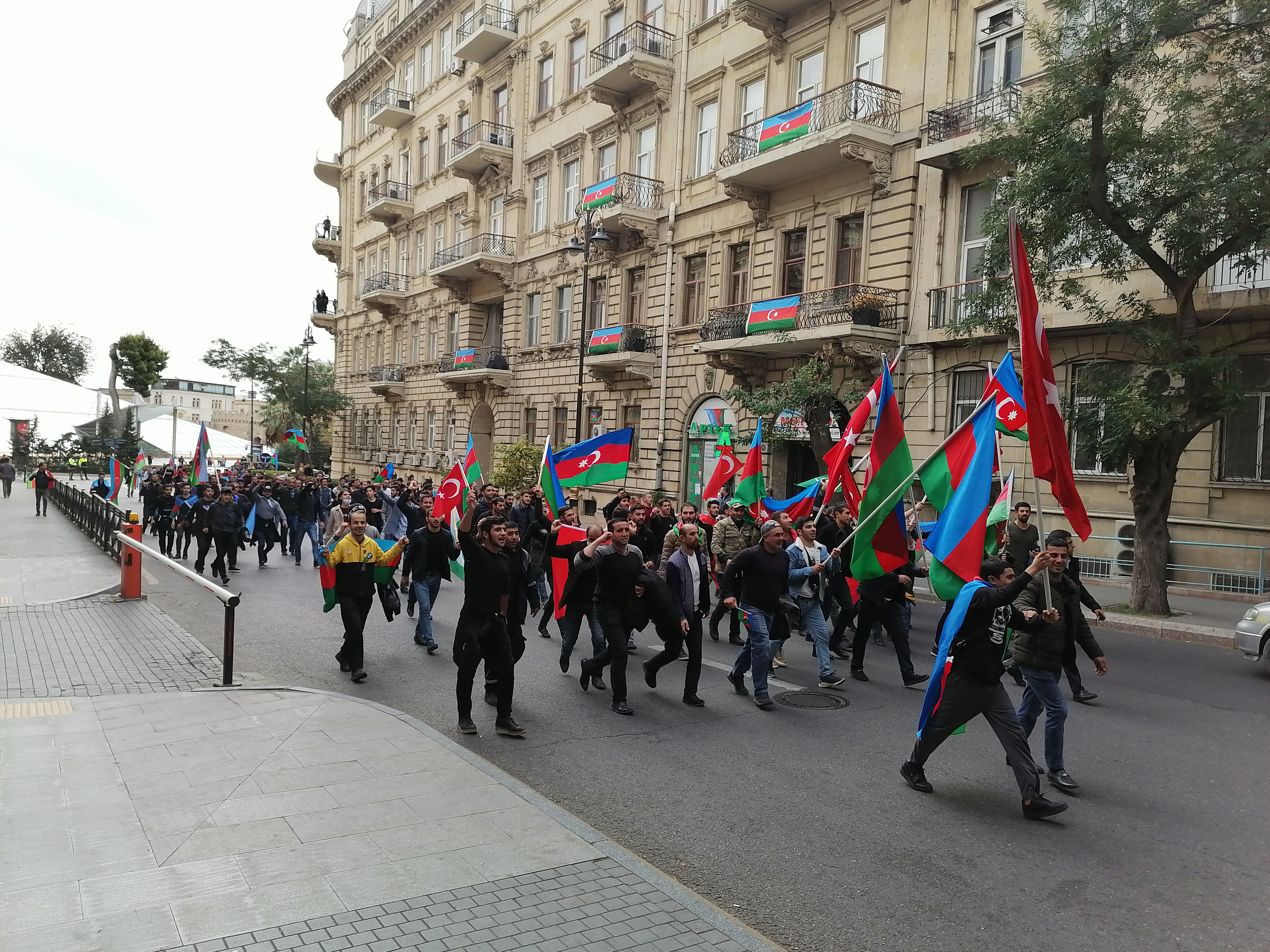
Lễ kỷ niệm ở Baku, Azerbaijan sau thỏa thuận hòa bình

Tổng thống Azerbaijan Ilham Aliyev đã phản hồi về thỏa thuận, ông cho biết "Tuyên bố này tạo nên sự đầu hàng của Armenia. Tuyên bố này đặt dấu chấm hết cho sự chiếm đóng của họ kéo dài nhiều năm". Các lễ kỷ niệm quy mô lớn đã tổ chức khắp Azerbaijan, đáng chú ý nhất là ở thủ đô Baku khi tin tức về thỏa thuận được công bố.

### Quốc tế

#### Tổ chức
- Liên minh châu Âu hoan nghênh chấm dứt chiến tranh và hy vọng tiếp tục các cuộc đàm phán để dẫn đến một hòa bình bền vững.[17]
- Tổng thư ký Hội đồng Turkic chúc mừng Azerbaijan vì "thành tựu lịch sử giải phóng các vùng lãnh thổ bị chiếm đóng và khôi phục chủ quyền đối với những vùng đó".[18]
- Người phát ngôn của Tổng thư ký Liên Hợp Quốc Antonio Guterres cho biết "Tổng thư ký cảm thấy nhẹ nhõm vì thỏa thuận đã được thống nhất để chấm dứt các hành vi thù địch. Trọng tâm nhất quán của chúng tôi là phúc lợi của người dân, sự tiếp cận nhân đạo và bảo vệ mạng sống cho họ, và chúng tôi hy vọng rằng điều này hiện sẽ đạt được phù hợp với những nỗ lực quan trọng trước đó của các chủ tịch Minsk [Group].[19]

#### Các nước
- Pháp tuyên bố việc chấm dứt các hành động thù địch là rất quan trọng, kêu gọi Azerbaijan tuân thủ các điều khoản của thỏa thuận và khẳng định tình hữu nghị với Armenia.[20]
- Chủ tịch của Georgia là Salome Zurabishvili chúc mừng Armenia và Azerbaijan đã đồng ý kết thúc chiến tranh, gửi lời chia buồn đến gia đình các nạn nhân của chiến tranh và hy vọng rằng một kỷ nguyên mới sẽ bắt đầu ở miền Nam Caucasus.[21]
- Iran hoan nghênh việc ký kết thỏa thuận và hy vọng thỏa thuận sẽ dẫn đến một giải pháp cuối cùng để duy trì hòa bình trong khu vực.[22]
- Bộ Ngoại giao và Hội nhập châu Âu Moldova thông báo rằng nước này hoan nghênh hiệp định với sự thỏa đáng và Moldova hỗ trợ việc tìm kiếm một giải pháp hòa bình lâu dài trong khu vực dựa trên các chuẩn mực và nguyên tắc quốc tế.[23]
- bộ trưởng Bộ ngoại giao Pakistan đã đưa ra một tuyên bố: "Chúng tôi chúc mừng Chính phủ và người dân Azerbaijan anh em đã giải phóng lãnh thổ của họ".[24]
- tổng thống Putin tuyên bố: "Chúng tôi cho rằng những thỏa thuận đạt được sẽ thiết lập các điều kiện cần thiết cho việc kéo dài và định dạng giải quyết một cách đầy đủ cuộc khủng hoảng Nagorno-Karabakh trên cơ sở công bằng và vì lợi ích của người dân Armenia và Azerbaijan".[4]
- Bộ trưởng Bộ Ngoại giao Thổ Nhĩ Kỳ Mevlüt Çavuşoğlu đã chúc mừng Azerbaijan sau khi ký kết thỏa thuận.[25]
- Ngoại trưởng Dominic Raab hoan nghênh thỏa thuận và khuyến khích cả hai bên tiếp tục công việc hướng tới một hòa bình lâu dài để giải quyết các tranh chấp.[26]